# SF Airlines
SF Airlines (en chino simplificado, 顺丰航空公司; pinyin, Shùnfēng Hángkōng gōngsī) es un aerolínea de carga china con sede en Shenzhen. Su base principal es el Aeropuerto Internacional de Shenzhen-Bao'an.

## Flota
La flota de SF Airlines consiste en los siguientes aviones de carga con una edad promedio de 26,4 años (a julio de 2024):